# Лорето (Тенеси)
Лорето (енгл. Loretto) град је у америчкој савезној држави Тенеси.

## Демографија
По попису из 2010. године број становника је 1.714, што је 49 (2,9%) становника више него 2000. године.
| Група             | 2000.         | 2010.         |
| Белци             | 1.625 (97,6%) | 1.649 (96,2%) |
| Афроамериканци    | 10 (0,6%)     | 4 (0,2%)      |
| Азијати           | 3 (0,2%)      | 7 (0,4%)      |
| Хиспаноамериканци | 17 (1,0%)     | 30 (1,8%)     |
| Укупно            | 1.665         | 1.714         |